# Апанасенко, Иосиф Родионович
Ио́сиф Родио́нович Апана́сенко (3 [15] апреля 1890 года, село Митрофановское, Новогригорьевский уезд, Ставропольская губерния, Российская империя — 5 августа 1943 года, Белгород, РСФСР, СССР) — советский военачальник, генерал армии (1941).

## Молодость и Первая мировая война
Родился в селе Митрофановское Новогригорьевского уезда Ставропольской губернии в семье небогатого крестьянина. Окончил трёхклассную церковно-приходскую школу. Подростком батрачил, работал пастухом.
Был призван в Русскую императорскую армию в декабре 1911 года. Служил в 208-м Лорийском пехотном полку. Окончил учебную команду полка в Хасавюрте в декабре 1912 года, служил в полковой пулемётной команде, произведён в унтер-офицеры. С осени 1914 года участвовал с полком в Первой мировой войне, воюя в составе 52-й пехотной дивизии 3-го Кавказского армейского корпуса. Всю войну провёл на Кавказском театре военных действий. За отличия в боях награждён тремя Георгиевскими крестами и двумя Георгиевскими медалями. Ещё в первые месяцы войны заменил убитого офицера и командовал взводом, а в 1915 году стал в унтер-офицерском звании командиром полуроты и затем начальником пулемётной команды полка. За боевые заслуги был произведён в прапорщики в 1917 году, в конце Первой мировой войны был командиром пулемётной роты. В ноябре 1917 года ему был предоставлен отпуск, из которого в полк Апанасенко не вернулся.

## Гражданская война в России
В конце 1917 года И. Р. Апанасенко вернулся в родное село и сразу был избран председателем Совета и Военно-революционного комитета села Митрофановское Ставропольской губернии, а также стал помощником командира красногвардейского отряда И. П. Ипатова в селе Покровское. В мае 1918 года им был организован партизанский отряд, который вёл боевые действия на Ставрополье против войск белой армии. С октября (по другим сведениям с августа) 1918 года он стал командиром бригады 2-й Ставропольской пехотной дивизии. Член РКП(б) с 1918 года.

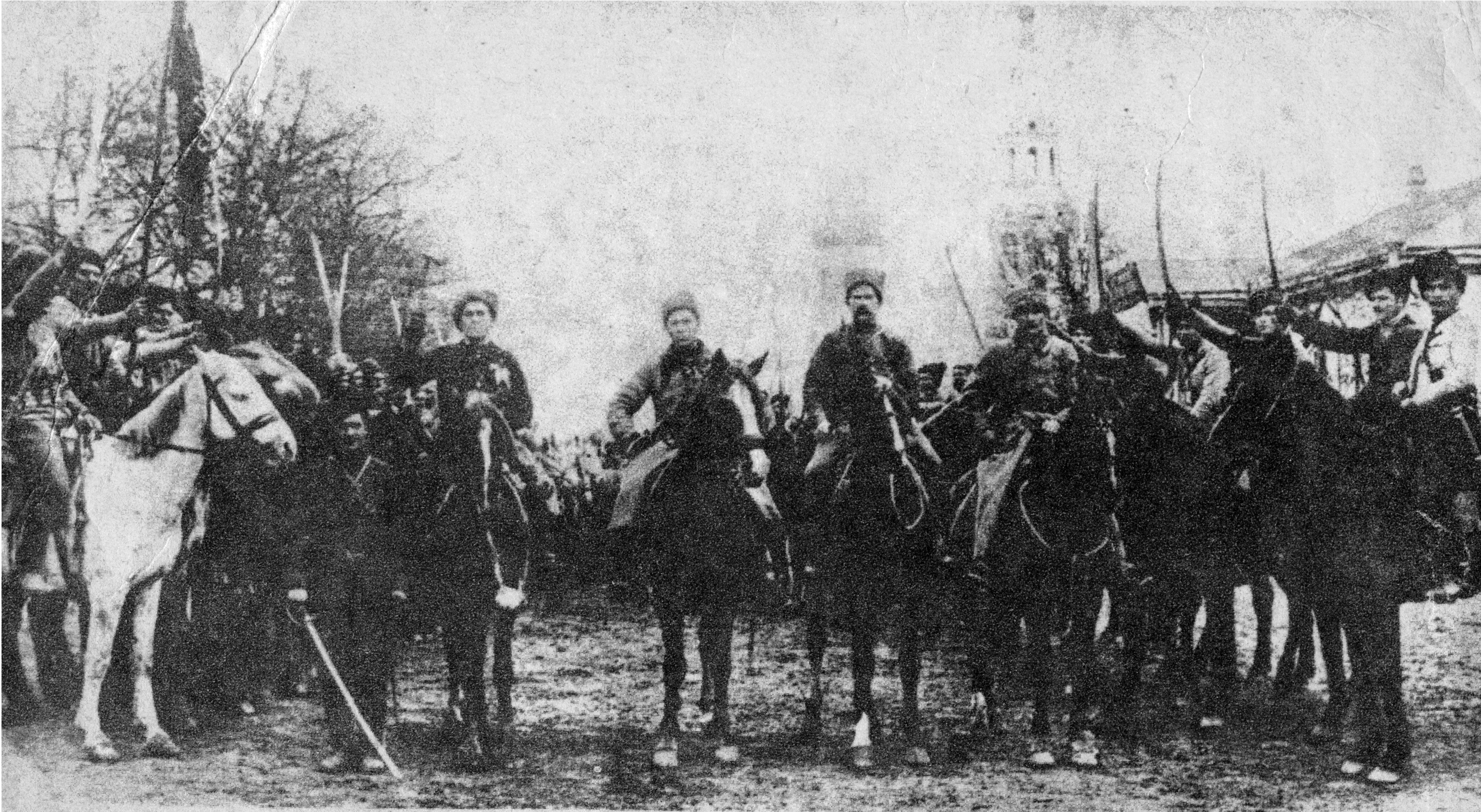
Отряд Ипатова в селе Петровском. В центре П. М. Ипатов и И. Р. Апанасенко. 1918 год

С декабря 1918 года Апанасенко командовал бригадой в 4-й стрелковой дивизии 11-й армии, а с января 1919 года — бригадой в 1-й Ставропольской кавалерийской дивизии . С марта 1919 года — командир 6-й кавалерийской дивизии кавалерийского корпуса С. М. Будённого, на базе которого вскоре была создана Первая Конная армия. Части, которыми командовал И. Р. Апанасенко, проявили себя в составе войск С. М. Будённого с наилучшей стороны в боях за Воронеж, под Касторным, Ростовом-на-Дону, станицей Егорлыкской, Бродами и Львовом. В боях отличался личной отвагой, пользовался большим авторитетом среди красноармейцев.
По оценкам многих знавших его лично современников, Апанасенко при отсутствии достаточного образования обладал живым умом, твёрдым характером, большим здравым смыслом и выдающимися командирскими качествами. При этом лично участвовал во многих боях и благодаря личной отваге имел большой авторитет среди красноармейцев. В период обороны Царицына произошло личное знакомство И. Р. Апанасенко с И. В. Сталиным, которому понравился бравый, упрямый, умный, надёжный и грубоватый комдив.
Но в годы Гражданской войны Будённый дважды снимал его с должности за склонность к «батьковщине» и за самоуправство. Впервые это произошло 3 ноября 1919 года, когда Апанасенко самовольно остановил наступление своей дивизии и не выполнил приказ командира корпуса. Командиром дивизии был назначен С. К. Тимошенко, а Апанасенко с понижением назначен командиром бригады в этой дивизии.
В августе 1920 года за подвиги в боях он был вновь назначен командиром 6-й кавалерийской дивизии. Но во время перехода с Польского на Южный фронт в 1-й Конной армии и особенно в 6-й кавалерийской дивизии под влиянием неудачного исхода Польской кампании сильно снизилась дисциплина. Бойцами дивизии был совершён ряд еврейских погромов, комиссар дивизии Г. Г. Шепелев, пытавшийся навести порядок, был убит. Усилиями К. Е. Ворошилова и С. М. Будённого дисциплина была восстановлена, 153 погромщика были расстреляны. 12 октября 1920 года Апанасенко и В. И. Книга, бригада которого приняла наиболее активное участие в беспорядках, предпринявшие недостаточно усилий для поддержания порядка в частях, были отстранены от своих должностей.

## Межвоенный период

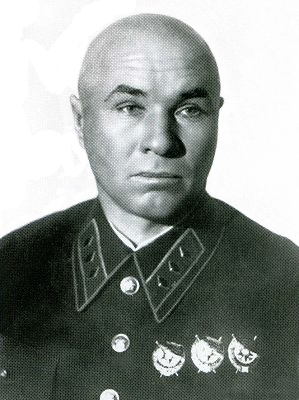
Комкор И. Р. Апанасенко, 1936 г.

После окончания Гражданской войны с начала 1921 года служил начальником гарнизона Ставрополя и начальником Ставропольской губернской милиции. И. Р. Апанасенко окончил Военно-академические курсы высшего комсостава РККА (1923 год); Курсы усовершенствования высшего комсостава при Военной академии РККА имени М. В. Фрунзе (1928 год); Военную академию РККА имени М. В. Фрунзе (1932 год).
После окончания учёбы, в октябре 1923 — мае 1924 — Смоленский губернский военный комиссар. В мае 1924 — октябре 1929 годов И. Р. Апанасенко командовал 5-й кавалерийской дивизией в Северо-Кавказском военном округе.
В июле 1925 года командование СКВО и местное ОГПУ предложили провести широкомасштабную операцию по зачистке территории Чечни от бандформирований и изъятию оружия у местного населения и, получив в июле санкцию И. В. Сталина, начали её подготовку. И. Р. Апанасенко участвовал в операции по зачистке и разоружению Шароевского района Чечни, где скрывался имам Гоцинский.
С октября 1929 по 1930 годы — командир 4-й Ленинградской кавалерийской дивизии. После окончания академии с ноября 1932 года командовал 4-м кавалерийским корпусом в Среднеазиатском военном округе (САВО).
26 января—10 февраля 1934 года делегат XVII съезда ВКП(б).
С октября 1935 года был заместителем командующего войсками Белорусского военного округа по кавалерии и одновременно с июня 1936 года — инспектором кавалерии этого округа. С февраля 1938 года — командующий войсками Среднеазиатского военного округа. 4 июня 1940 года И. Р. Апанасенко в числе первых было присвоено воинское звание генерал-полковника.
Н. С. Хрущёв вспоминал, что Апанасенко допрашивался в 1937 году как соучастник военного заговора Тухачевского, но покаялся[уточнить] и был прощён И. В. Сталиным.
22 февраля 1941 года И. Р. Апанасенко было присвоено воинское звание генерал армии.
В 1941 году И. Р. Апанасенко на XVIII партийной конференции ВКП(б) был избран кандидатом в члены ЦК ВКП(б). Также во время службы в различных военных округах Апанасенко являлся в разные годы членом Северо-Кавказского крайкома ВКП(б), членом ЦК Компартии Беларуси, членом ЦК Компартии Узбекистана.

## Великая Отечественная война
С января 1941 года он стал командовать войсками Дальневосточного фронта.

Начав знакомиться с делами фронта и оперативными планами, Апанасенко обнаружил, что вдоль большей части Транссибирской железной дороги с её десятками мостов и тоннелей нет надёжной автомобильной трассы, которая шла бы параллельно железной дороге. Это обстоятельство делало войска фронта крайне уязвимыми, так как линия железной дороги проходила подчас совсем недалеко от границы. Японцам достаточно было взорвать несколько мостов или тоннелей, чтобы лишить армии фронта и свободы манёвра, и надёжного снабжения. Апанасенко тут же приказал начать строительство надёжной дороги протяжённостью почти в тысячу километров, используя при этом не только строительные подразделения фронта, но и население прилегающих районов. Срок для этой огромной работы был установлен предельно кратким — пять месяцев. Забегая вперёд, нужно сказать, что приказ Апанасенко был выполнен, и дорога от Хабаровска до станции Куйбышевка-Восточная была построена к 1 сентября 1941 года.
— Рой Медведев
За время своего командования Дальневосточным фронтом им было много сделано для укрепления обороноспособности советского Дальнего Востока. В дни обороны Москвы 12 октября 1941 года Сталин вызвал в Кремль командующего Дальневосточным фронтом И. Р. Апанасенко, а также командующего Тихоокеанским флотом И. С. Юмашева и первого секретаря Приморского крайкома ВКП(б) Н. М. Пегова для обсуждения возможной переброски войск с Дальнего Востока под Москву, но решений в этот день не было принято. Однако через несколько дней, когда обстановка под Москвой резко ухудшилась, Сталин позвонил Апанасенко и спросил: сколько дивизий он смог бы перебросить на запад в конце октября и в ноябре. Апанасенко ответил, что могут быть переброшены до двадцати стрелковых дивизий и семь-восемь танковых соединений, если, конечно, железнодорожные службы смогут предоставить необходимое количество составов. После этого немедленно началась проходившая под личным контролем И. Р. Апанасенко переброска с Дальнего Востока войск, которые сыграли одну из ключевых ролей в обороне Москвы, а также позволили в дальнейшем перейти в контрнаступление под Москвой в декабре 1941 года.
По некоторым свидетельствам во время беседы со Сталиным в октябре 1941 Апанасенко не возражал против переброски под Москву дальневосточных частей (которые вошли в историю как «сибирские дивизии»), однако, когда речь зашла об отправке противотанковых пушек, генерал буквально подскочил со своего стула. При этом он отбросил в сторону стоявший перед ним стакан с чаем. «Ты что? Ты что делаешь?! Мать твою так-перетак! А если японец нападёт, чем я буду защищать Дальний Восток? Этими лампасами?!» — закричал он Сталину. Отвечая за свои слова, Апанасенко готов был пойти под расстрел, о чём сразу и заявил. Вопреки ожиданиям, Сталин прислушался к словам своего тезки. «Успокойся, успокойся, товарищ Апанасенко! Стоит ли так волноваться из-за этих пушек?».
В июне 1943 года И. Р. Апанасенко после многочисленных просьб о направлении в действующую армию был назначен заместителем командующего войсками Воронежского фронта. Выезжал в части и на передовую, руководил частями во время боевых действий.
Во время боёв под Белгородом 5 августа 1943 года был убит при авианалёте. Н. С. Хрущёв вспоминал, что пролетел один самолёт, и брошенная им бомба разорвалась далеко, но осколок попал точно в Апанасенко. При нём нашли записку, в которой он клялся в верности коммунистической партии.

Не могу не вспомнить еще об одном случае, который произошел в те дни. На должность заместителя командующего фронтом, по-видимому в порядке стажировки, С Дальнего Востока прибыл генерал армии И. Р. Апанасенко, с которым мы расстались в Средней Азии накануне войны. Он по-прежнему был полон энергии, стремился поскорее разобраться в обстановке, рвался на передовую. Встретив в один из напряженных дней Апанасенко, я вместе с ним поехал в один из корпусов, затем в соседнюю 1-ю танковую армию. Вернулись, наскоро перекусили и договорились, что немного отдохнем и поедем в армию к И. М. Чистякову. Всю предыдущую ночь я не спал: мы готовили контрудар по врагу. Поэтому после обеда прилег, наказав разбудить через пару часов. Апанасенко, не дождавшись меня, уехал в 6-ю гвардейскую армию. Проснувшись, я, не мешкая, поехал за ним и по дороге узнал, что Иосиф Родионович тяжело ранен. Оказывается, направляясь с командного пункта И. М. Чистякова к своей машине, он попал под бомбежку. 5 августа 1943 года герой гражданской войны, замечательный советский военачальник И. Р. Апанасенко скончался.
— Алексей Жадов
Был похоронен в Белгороде на площади Революции (Соборной). Хрущёв же вспоминал, что похороны были на поле танкового сражения у Прохоровки. Позднее его прах согласно его завещанию был перезахоронен в присутствии его родных и близких в Ставрополе.
Вёл дневник, отрывки из которого были опубликованы (подробнее см. раздел «Сочинения»).

## Награды
- Орден Ленина (27.08.1943[15] — посмертно)
- Три ордена Красного Знамени (25.07.1920, 17.08.1923, 22.02.1930)[16]
- Медаль «XX лет РККА» (22.02.1938)

Российская империя
- Орден Святого Станислава 3-й степени с мечами и бантом (приказ по 7-й армии N 1325 от 04.09.1917)
- Георгиевский крест 2-й степени (N 40649, приказ 3-го Кавказского армейского корпуса N 947 от 14.12.1916)
- Георгиевский крест 3-й степени (N 174795, приказ 3-го Кавказского армейского корпуса N 153 от 16.02.1916)
- Георгиевский крест 4-й степени (N 823747, приказ 3-го Кавказского армейского корпуса N 44 от 17.01.1916)
- Георгиевская медаль 3-й степени (N 2815, приказ 3-го Кавказского армейского корпуса N 146 от 13.02.1916)
- Георгиевская медаль 4-й степени (N 386075, приказ 3-го Кавказского корпуса N 421 от 06.07.1915)
- Медаль «В память 300-летия царствования дома Романовых» (21.02.1913)

## Воинские чины и звания
Россия
- рядовой (1912)
- младший унтер-офицер (12.04.1913)
- старший унтер-офицер (17.10.1913)
- подпрапорщик (22.05.1915)
- прапорщик (19.08.1917 (со старш. в чине с 17.09.1916 г.)[17]

СССР
- Комкор (20.11.1935)[18]
- Командарм 2 ранга (08.02.1939)[19]
- генерал-полковник (04.06.1940)[20]
- генерал армии (22.02.1941)[21]

## Память

Памятник генералу Апанасенко на Вокзальной площади в Белгороде

- На Соборной (Революции) площади на мемориальной плите братской могилы, где похоронены воины, освобождавшие Белгород в 1943 году, в числе других начертано и его имя.
- В 1949 году в городе Белгороде открыт памятник Апанасенко.
- В ознаменование заслуг генерала И. Р. Апанасенко его именем назван Дивенский район Ставрополья, а также село Митрофановское в Ставропольском крае, в котором родился. 18 марта 1977 года сессия Ставропольского городского Совета приняла решение о присвоении Иосифу Родионовичу Апанасенко высокого звания «Почётный гражданин города Ставрополя»[22].
- Именем И. Р. Апанасенко названы улицы в городах Белгород, Михайловск Ставропольского края и Райчихинск Амурской области, в г. Невинномысск, Ставропольского края и в самом городе Ставрополь.

## Киновоплощение
- 1941 — «Первая конная» — П.Новик

## Сочинения
- В первые месяцы Великой Отечественной войны: (Из дневн. записей ген. армии И. Р. Апанасенко) / Подгот. Кац А. А. // Археографический ежегодник за 1995 год. — М., 1997. — С. 208—212.